# Vorstensteen

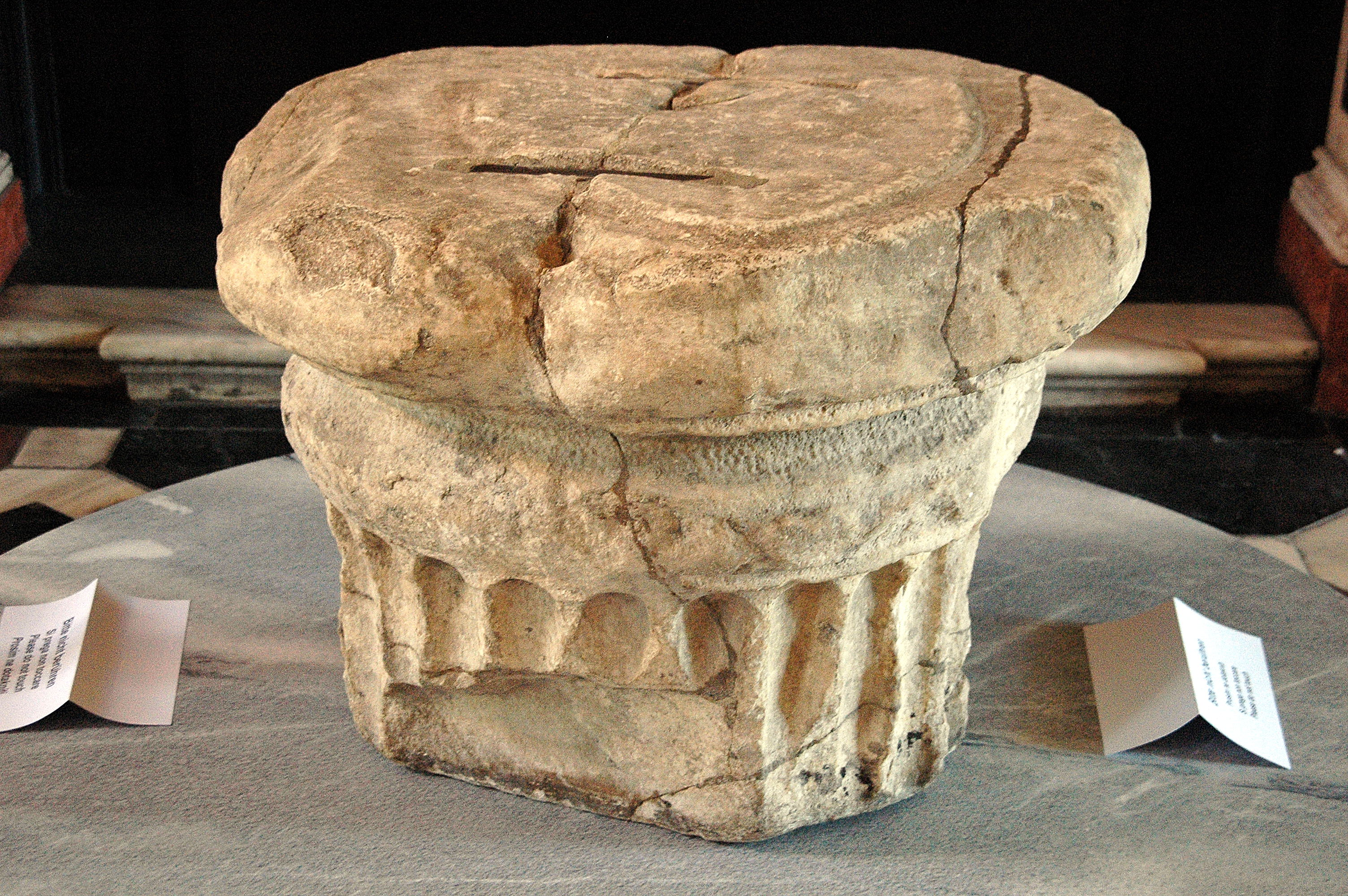
De vorstensteen (Klagenfurt)

De vorstensteen (Duits: Fürstenstein, Sloveens: Knežji kamen) is een Romeins ionisch zuilstuk dat sinds het begin van de 7e eeuw werd gebruikt voor de installatie van de Slavische vorsten van Karantanië. Vanaf het eind van de 10e eeuw werd het ritueel van de inhuldiging en bevestiging van de vorsten overgenomen door de hertogen van Karinthië en aangevuld met nieuwe elementen. Tussen 976 en (ten minste) 1335 bestond het inhuldigingsritueel uit de terugkerende drie elementen:
- Zetelinname op de vorstensteen in Karnburg (Krnski grad) bij Maria Saal in de (proto)-Sloveense taal
- Wijding in de Kerk van Onze-Lieve-Vrouw van Maria Saal (Gospa Sveta)
- Inauguratie en verlening bij de hertogsstoel op het Zollfeld (Gosposvetsko polje)

De laatste hertog van Karinthië die deze in wezen landelijke ceremonie, in het Sloveens, uitvoerde, was de Habsburger Ernst I van Oostenrijk. Latere Habsburgers deden dit niet meer.

## Trivia
De vorstensteen is afgebeeld op het muntstuk van 2 eurocent van Slovenië.